# Äsköping
Äsköping est une localité de Suède dans la commune de Katrineholm située dans le comté de Södermanland.
Sa population était de 336 habitants en 2019.